# Centaurea integrans
Centaurea integrans là một loài thực vật có hoa trong họ Cúc. Loài này được (Fiori) Prain mô tả khoa học đầu tiên năm 1908.